# Семёновская крепость
Семёновская крепость — оборонительное сооружение, которое существовало в конце XVII — в начале XVIII века в устье реки Миус Ростовской области, на южной окраине села Беглица.

## История
Известно, что осенью 1674 году из Москвы на Дон был отправлен воевода, князь П. И. Хованский-Змей для строительства крепости на реке Миюс. Эта идея тогда не была реализована, так как под строительство крепости им не было найдено удачного места. Крепость была построена позже, в 1698 году и стала известна под названием Миус. Позже была переименована в Семёновскую крепость.
Сооружение было построено по форме неправильного прямоугольника с 4 бастионами и 2 полубастиона. Были созданы одни ворота, которые со степной стороны защищал полубастион. Земляной вал был высотой 3,5 метра, его глубина составляла 2 метра, а ширина 6 метров. Размер площади был 600×500 метров.
По состоянию на 1699 год в гарнизоне насчитывался 421 человек, среди которых были копейщики, рейтары и солдаты. В это же время в крепости стали находиться казаки, которые выполняли осмотр проходивших купеческих судов. В 1711 году крепость была частично разрушена.
В XXI веке очертания крепости просматриваются на берегу Миусского лимана. Часть крепости смыта береговой линией. Временами на территории бывшей крепости проводятся археологические исследования и раскопки. В ходе исследований обнаружены элементы керамики и курительных трубок.